# 顺山古城址
顺山古城址，位于中国吉林省农安县新阳乡顺山村，为一个省级文物保护单位，类型为古遗址，公布时间为2007年5月31日。该文物保护单位由农安县文管所管理。
顺山古城址的历史年代为辽金。